# Calea phelpsiae
Calea phelpsiae là một loài thực vật có hoa trong họ Cúc. Loài này được Lasser & Maguire mô tả khoa học đầu tiên năm 1950.